# مزايجان (مقاطعة بوانات)
مزایجان (بالفارسية: مزایجان) هي قرية تقع في إيران في قسم مزایجان الريفي. يقدر عدد سكانها بـ 3,321 نسمة .